# عبدالسلام جمعه
عبدالسلام جمعه (انگلیسی: Abdulsalam Jumaa؛ زادهٔ ۲۳ مهٔ ۱۹۷۷) یک بازیکن فوتبال اهل امارات متحده عربی است.
از باشگاه‌هایی که در آن بازی کرده‌است می‌توان به الجزیره امارات، تیم ملی فوتبال امارات متحده عربی، الوحده امارات، و الظفره اشاره کرد.
وی همچنین در تیم ملی فوتبال امارات متحده عربی بازی کرده است.